# Kedjeförskjutning
En kedjeförskjutning är inom historisk lingvistik en serie sammanlänkade ljudförändringar, där en ljudförändring inte sker isolerat utan resulterar i ytterligare en ljudförändring. Detta fenomen bygger på ett antagande om ett strukturellt ljudsystem, där de olika delarna i ett språks ljudsystem är sammankopplade så att en förändring i en del av systemet kan få följder i en annan del.
Enligt denna syn tenderar språks ljudsystem att vara symmetriska eller naturliga, och om så inte är fallet, och ett språk har en ”lucka” i sin ljuduppsättning, strävar språket efter symmetri genom fylla denna lucka med hjälp av en ljudförändring. En sådan förändring kan dock leda till nya luckor på andra håll i ljudsystemet, vilket kan vara en katalysator för en kedjereaktion, som i sin tur orsakar nya ljudförändringar i strävan efter att rätta till effekterna av den första.

## Typer av kedjeförskjutningar
Det finns två typer av kedjeförskjutningar som på engelska kallas pull chain (alternativt drag chain, på svenska ungefär dragförskjutning) och push chain (ungefär tryckförskjutning). I en pull chain orsakar en förändring en lucka eller en asymmetri i det fonematiska mönstret, vilket följs av en annan förändring som strävar efter att fylla denna lucka genom att ”dra” med sig ett ljud från något annat håll i systemet, så att det fyller i luckan. Om denna dragförskjutning har som konsekvens att den efterlämnar en lucka på ett annat håll, kan en ny förändring uppstå med samma mål, vilket leder till en kedjereaktion.
Den andra typen är en push chain i vilken ett ljud närmar sig ett annat ljuds artikulatoriska utrymme i fonologin. För att upprätthålla skillnaden mellan fonemen och undvika fonemsammanfall, vilket annars skulle kunna leda till homofoni mellan ord, flyttar det andra ljudet på sig för att göra plats för det första. Om detta ljud i sin tur närmar sig ett tredje ljud i sin förflyttning kan samma process uppstå igen, vilket också leder till en kedjereaktion. Bakom idén om en push chain finns antagandet att talare vill upprätthålla skillnader mellan ljud i systemet för att underlätta förståelse. Detta är relaterat till föreställningen om maximal differentiering (engelska: maximum differentiation) som innebär att ljuden i ett ljudsystem tenderar att vara fördelade så att de rent perceptuellt uppfattas så olika som möjligt.

## Exempel på kedjeförskjutningar
Under yngre fornsvenska genomgick de bakre långa vokalerna i svenskan en kedjeförskjutning som ibland kallas stora vokaldansen. I denna kedjeförskjutning övergick långt /aː/ som i fornsvenska bāter, till /oː/ (modernt å-ljud som i båt), /oː/ till /uː/ (modernt o-ljud som i bok) och /uː/ övergick till /ʉː/ (modernt u-ljud som i hus).
I medelengelskan genomgick det engelska vokalsystemet en stor kedjeförskjutning som kallas Great Vowel Shift som innebar att långa vokaler höjde sitt artikulationsställe, och de högsta vokalerna diftongerades. Många engelska ord stavas ungefär som de gjordes i medelengelskan, vilket innebär en stor skillnad mellan engelska ords uttal och deras stavning, och stavningen av ord som wine och see reflekterar vokalkvaliteterna före kedjeförskjutningen med långt /i/-ljud respektive långt /e/-ljud – ungefär som i svenskan.
Inom germanska språk genomgick de tidigare urindoeuropeiska klusilerna en stor kedjeförskjutning som brukar kallas Grimms lag. Denna förskjutning innebar att de aspirerade tonande klusilerna /bʰ dʰ gʰ gʷʰ/ övergick i tonande oaspirerade klusiler /b d g gʷ/, de tonande klusilerna övergick i tonlösa klusiler /p t k kʷ/, och de tonlösa klusilerna övergick i frikativorna /f θ x xʷ/. Eftersom dessa ljudförändringar inte ägde rum i andra indoeuropeiska språk motsvaras vissa germanska klusiler och frikativor ofta av de ljudvärden som de hade före Grimms lag i andra indoeuropeiska språk. Exempelvis motsvarar svenska far franskans père, svenska tand spanskans diente och svenska bror sanskrits bhrā́tar.